# پراکسید روبیدیم
پراکسید روبیدیم پراکسید روبیدیم با فرمول شیمیایی Rb2 O2 است.

## تولید
{\displaystyle \mathrm {2\ Rb+O_{2}\ {\xrightarrow {-50\;^{\circ }{\text{C}}}}\ Rb_{2}O_{2}} }
{\displaystyle \mathrm {2\ RbO_{2}\ {\xrightarrow {290\;^{\circ }{\text{C}}}}\ Rb_{2}O_{2}+O_{2}} }

## خواص
پراکسید روبیدیم یک جامد بی‌رنگ تا زرد روشن با ساختار کریستالی متعامد است.